# The Mask (strip)
The Mask is een stripserie van Dark Horse Comics, die in 1994 ook is bewerkt tot een film met Jim Carrey, en een spin-off animatieserie.
De titel van de stripserie verwees oorspronkelijk enkel naar het magische masker dat in de strips centraal staat. De persoon met het masker werd vaak “Big Head” (groot hoofd) genoemd vanwege het enorme hoofd dat het masker de drager geeft. Pas sinds de film en de animatieserie is “The Mask” ook de naam van de persoon die het masker draagt.

## Het Masker
Centraal in de stripserie staat een magisch houten masker, dat de persoon die het opzet ongelimiteerde mogelijkheden en een ander uiterlijk geeft. De persoon die het masker draag krijgt altijd een enorm groen hoofd, met al even grote tanden. Het masker kwam oorspronkelijk van een Afrikaanse stam, die het gebruikte voor een speciaal ritueel.
De krachten van het masker komen erop neer dat de drager de realiteit kan veranderen. Zo kan hij/zij voorwerpen oproepen uit het niets, en dingen doen die tegen alle natuurwetten en wetten van fysica ingaan. 
Het masker verandert echter ook de persoonlijkheid van de drager. Het masker verwijdert alle sociale beperkingen die de persoon in het dagelijks leven heeft, en brengt zijn/haar ware, diepste verlangens naar buiten. In andere woorden, wanneer de drager het magische masker opzet, neemt hij zijn “spreekwoordelijke masker” af en toont zijn ware persoonlijkheid. 
Deze ware persoonlijkheid is vaak echter uitermate gevaarlijk, zeker met de krachten van het masker. Vaak is hij/zij een antiheld met een zeer kort lontje, ook al is dat vaak niet de bedoeling van degene die het masker draagt.

## De stripserie
The Mask werd bedacht door Mike Richardson, Randy Stradley en Mike Badger als The Masque in Dark Horse Presents #10, (1987). Later veranderden John Arcudi en Doug Mahnke The Mask in zijn nu bekende vorm: korte strips gepubliceerd in de serie Mayhem.
In 1991 werd John Arcudi en Doug Mahnke's The Mask een vierdelige miniserie. Deze miniserie werd voortgezet met andere series, en eindigde uiteindelijk in 2000 in het crossover verhaal Joker/Mask die werd gepubliceerd in samenwerking met DC Comics.

## Verhaal per serie

### Originele serie
1. The Mask (#1-4, Maandelijks, juli 1991-oktober 1991)
2. The Mask (#0, december 1991)
3. The Mask Returns (#1-4, tweemaandelijks, oktober 1992-maart 1993)
4. The Mask Strikes Back (#1-5, Maandelijks, februari 1995-mei 1995)
5. The Mask: The Hunt for Green October (#1-4, Maandelijks, juni 1995-oktober 1995)
6. The Mask: World Tour (#1-4, Maandelijks, december 1995-maart 1996)
7. The Mask: Southern Discomfort (#1-4, Maandelijks, april 1996-juli 1996)
8. The Mask: Toys in the Attic (#1-4, Maandelijks, augustus 1998-november 1998)
9. Joker/Mask (#1-4, Monthly, mei 2000-augustus 2000)

#### The Mask (#1-4)
In een antiekzaak zoekt een zwakke, neurotische loser genaamd Stanley Ipkiss een cadeau voor zijn vriendin Kathy. Hij koopt een oud houten masker, wat tegen hem begint te praten. Het masker haalt Stanley over om hem op te zetten, en wanneer hij dat doet, verander hij in een wezen met superkrachten en een abnormaal groot groen hoofd. Met deze krachten neemt Ipkiss op een dodelijke manier wraak op iedereen die hem ooit iets heeft aangedaan. De media noemt deze groenhoofdige moordenaar Big Head.
Nadat hij het masker afzet beseft Stanley wat er gebeurd is. Zijn acties als “Big Head” beginnen zijn tol te eisen, zowel fysiek als mentaal. Hij wordt verbaal steeds gewelddadiger tegen Kathy, waarna ze hem uit huis zet.
Stanley breekt in haar appartement om het masker terug te stelen, maar het huis wordt omsingeld door de politie. Als Big Head weet Stanley te ontsnappen, en vermoord in zijn vluchtpoging bijna iedereen. Wanneer hij thuis het masker afzet, wordt hij doodgeschoten door Kathy, die inmiddels de waarheid kende achter Big Heads identiteit.
Kathy brengt het masker naar politieluitenant Kellaway. Kellaway, die onder druk staat vanwege Big Head en een aantal misdaadbazen, probeert het masker zelf uit. Hij wordt de nieuwe Big Head en gaat achter alle leiders van de georganiseerde misdaad in de stad aan. Ondanks Kellaways goede bedoelingen worden zijn daden als Big Head steeds gewelddadiger. Kellaways laatste gevecht is met Walter, een kolossale gemuteerde man die vrijwel immuun is voor verwondingen en als enige Big Head kan verwonden. 
Wanneer Kellaway uiteindelijk bijna zijn vriend en collega vermoordt, beseft hij hoe gevaarlijk het masker is. Hij verbergt het, en zweert het nooit meer te zullen gebruiken.

#### The Mask Returns (#1-4)
In deze serie valt het masker in handen van een kleine crimineel, die de krachten als Big Head gebruikt om de grootste misdaadleider van de stad te worden. Kellaway beseft dat hij gefaald heeft in het verstoppen van het masker, en neemt de taak op zich om de nieuwe Big Head te stoppen. 
In deze serie wordt tevens een deel van de oorsprong van het masker onthuld. Een Afrikaanse stam gebruikte het masker in hun rituelen, waarbij elk lid van de stam het die masker droeg zijn hoofd af liet hakken en weer op het lichaam liet zetten. Stropers stalen het masker, en verkochten het aan een verzamelaar.

#### The Mask Strikes Back (#1-5)
Vier vrienden, allemaal ergens in de 20, zijn geobsedeerd door de Big Head moorden. Ze komen tot de conclusie dat hun levens niet veel zin meer hebben, totdat een van hen het magische masker vindt in de haven. Wanneer ze beseffen dat dit masker de krachtbron van hun “held” was, proberen alle vier het masker uit. Ze proberen met het masker hun levens te herstellen, maar maken het juist erger voor zichzelf. Uiteindelijk vindt de onstopbare Walter het masker en wil het opzetten, maar zijn hoofd is te groot voor het masker (een andere mogelijke interpretatie is dat het masker hem weigerde). Woedend gooit Walter het masker in de verte.

Dit was de laatste serie gemaakt door de originele bedenkers Arcudi en Mahnke. Het was ook de eerste serie gemaakt na het succes van de Maskfilm. Daardoor bevat deze strip niet langer de bloederige, duistere elementen van de oudere strips. De continuïteit blijft echter hetzelfde als de strips, en sluit niet aan op de film.

#### The Mask: The Hunt for Green October (#1-4)
Het masker blijft in handen vallen van onwillige dragers. Ray Tuttle, een loser filmfan en zijn dochter Emily zijn de volgende die de kracht van het masker ontdekken. Maar Kellaway zit hen op de hielen om het masker af te nemen.

#### The Mask: World Tour (#1-4)
Een nieuwe drager van het magische masker reist ermee door het gehele Dark Horse Comics universum.

#### The Mask: Southern Discomfort (#1-4)
In New Orleans vindt het masker een aantal nieuwe dragers. Ondertussen blijft Kellaway het masker najagen met de intentie om het te vernietigen.

#### The Mask: Toys in the Attic (#1-4)
Een personage genaamd Aldo Krasker krijgt het masker in handen.

#### Joker/Mask (#1-4)
In deze crossover gemaakt door Dark Horse Comics en DC Comics krijgt The Joker het masker in handen, nadat hij het vindt in een Gotham City museum. Met de kracht van het masker verslaat Joker zijn aartsvijand Batman, en pleegt enkele bovennatuurlijke misdaden. Kellaway reist af naar Gotham en helpt Batman de nieuwe superjoker te verslaan.
Batman weet de Joker ertoe te verleiden het masker af te zetten door te beweren dat hij niet langer grappig is. Kellaway vraagt Batman om hem het masker te geven en belooft dat hij het zal verbergen op een plek waar niemand het zal vinden. De strip eindigt met Kellaway die het graf van Stanley Ipkiss opent, en het masker samen met Ipkiss’ lichaam begraaft.

### Overige strips

#### The Mask: Official Movie Adaptation
Een tweedelige stripversie van de The Mask film uit 1994 werden uitgebracht door Dark Horse Comics. Deze strips vertellen het verhaal van de film. De strip bevat ook enkele scènes die uit de film waren geknipt, zoals dat Stanley’s horloge wordt gestolen door de straatbende die hij later terugpakt met zijn ballon/machinegeweer truc.

#### Adventures of the Mask (#1-12)
Vanwege het succes van de eerste Mask film, die ook al leidde tot de spin-off The Mask: The Animated Series, bracht Dark Horse Comics een speciale stripreeks uit over The Mask. Deze stripreeks heeft niets te maken met de bovengenoemde stripsreeks, maar speelt zich af in de continuïteit van de film/animatieserie. 
Deze serie verscheen maandelijks van januari t/m december 1996.

## Andere media
- Een filmversie van de strips kwam uit in 1994, met Jim Carrey in de hoofdrol. De film was losjes gebaseerd op de eerdere Mask strips, en was veel minder gewelddadig. De Mask in deze film was een soort levend tekenfilmfiguur. Een ander verschil was dat het magische masker hier niet van Afrikaanse, maar van Noorse afkomst is.
- De film kreeg een spin-off in de vorm van een animatieserie getiteld The Mask: The Animated Series. Ook verscheen er een The Mask videospel.
- In 2005 kreeg de film een vervolg getiteld Son of the Mask. Deze was beduidend minder succesvol dan zijn voorganger: de film werd nauwelijks bezocht.